# Giuliana Olmos
Giuliana Marion Olmos Dick (nascida em 4 de março de 1993) é uma tenista profissional mexicana. Olmos, que se formou na University of Southern California em 2016, tem o recorde mundial de número 343 da Women's Tennis Association (WTA), alcançado em 4 de março de 2019, e o melhor da carreira em duplas, de número 7, conquistado em 26 de setembro de 2022. Ela conquistou cinco títulos de duplas no WTA Tour, bem como quatro títulos de simples e 11 de duplas no Circuito ITF. Com sua parceira Desirae Krawczyk, ela se tornou a primeira jogadora mexicana na Era Aberta a chegar à final do WTA Tour no Aberto de Monterrey 2018. Em 2019, ela se tornou a primeira jogadora mexicana a ganhar um título do WTA Tour, conquistando a coroa de duplas no Nottingham Open. Em 2020, ela se tornou a primeira mexicana a vencer o Aberto do México, também com Krawczyk. Em 2022, ela se tornou a primeira mexicana a entrar no iop 10 no ranking WTA em simples ou duplas.

## Vida pregressa
Olmos é filha de um mexicano e de uma mexicano-austríaca, que nasceu na cidade austríaca de Schwarzach im Pongau e se mudou para Fremont, Califórnia, aos dois anos de idade. Junto com suas duas irmãs mais novas, ela foi levada a eventos com a presença de esportistas mexicanas, como a jogadora de golfe Lorena Ochoa e a tenista Melissa Torres Sandoval [en]. Olmos começou a jogar tênis aos quatro anos de idade e decidiu que queria ser jogadora profissional aos onze. Com cidadania de três países, ela jogou pelos Estados Unidos em torneios juniores e da ITF e ficou em segundo lugar entre as jogadoras americanas até os 16 anos, quando aceitou uma oferta para representar o México, que a patrocinaria, pagaria as despesas de viagem e lhe daria uma vaga nas equipes da Junior Fed Cup e da Fed Cup. Enquanto cursava a University of Southern California, com especialização em relações internacionais e especialização em terapia ocupacional, Olmos participou de duas edições da Universíade de verão, em 2013 e 2015.

## Carreira profissional

### 2024
Olmos iniciou a temporada no Brisbane International, no qual com a parceira Chan Hao-ching, e como dupla cabeça de chave N° 2, ficaram de "bye" na primeira rodada mas perderam logo na segunda para a dupla Daria Kasatkina / Daria Saville, eventuais semifinalistas, em jogo de três sets. Em seguida, elas participaram do Hobart International, com um excelente desempenho, chegando ao título depois de vencer a dupla chinesa Guo Hanyu / Jiang Xinyu em sets diretos.